# Коровий горох
Ви́гна кита́йская, или Коро́вий горо́х (лат. Vīgna unguiculata) — однолетнее растение; вид рода Вигна (Vigna) семейства Бобовые (Fabaceae). Ценная продовольственная, кормовая и сидерационная культура.

## Ботаническое описание

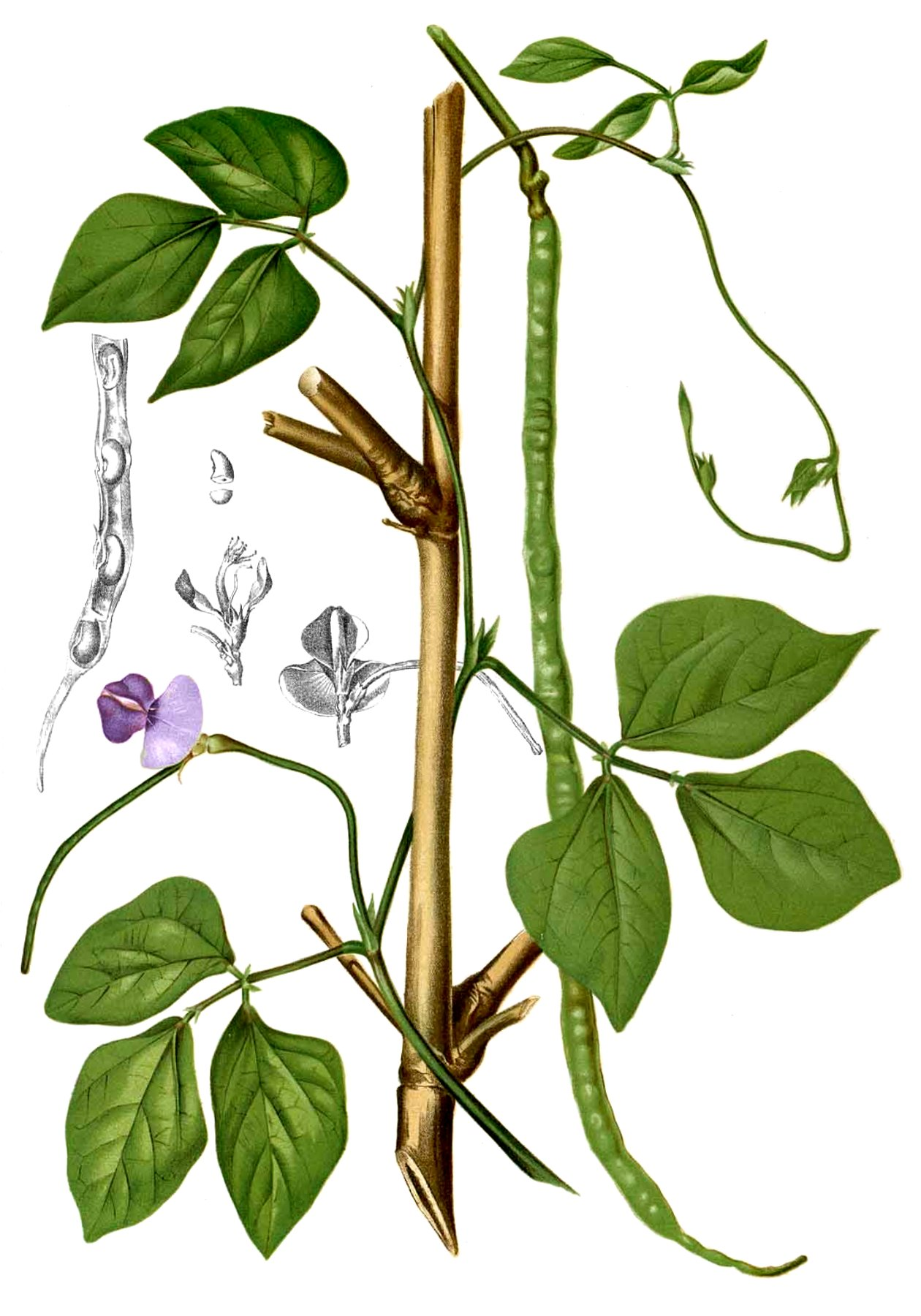

Коровий горох имеет прямые или стелющиеся стебли с крупными тройчатыми листьями.
Цветки, как правило, желтовато-зелёного оттенка.
Бобы около 10 см в длину, в каждом от четырёх до десяти семян.

## Химический состав
Коэффициент переваримости питательных веществ: протеин 79,6 %, жира 73 %, клетчатки 86,2 %, БЭВ 94,4 %. В зелёной массе содержится 0,224 % фосфора и 1,93 % калия, в корнях 1,18 % натрия, 0,242 % фосфора, 0,93 % калия.

## Значение и применение

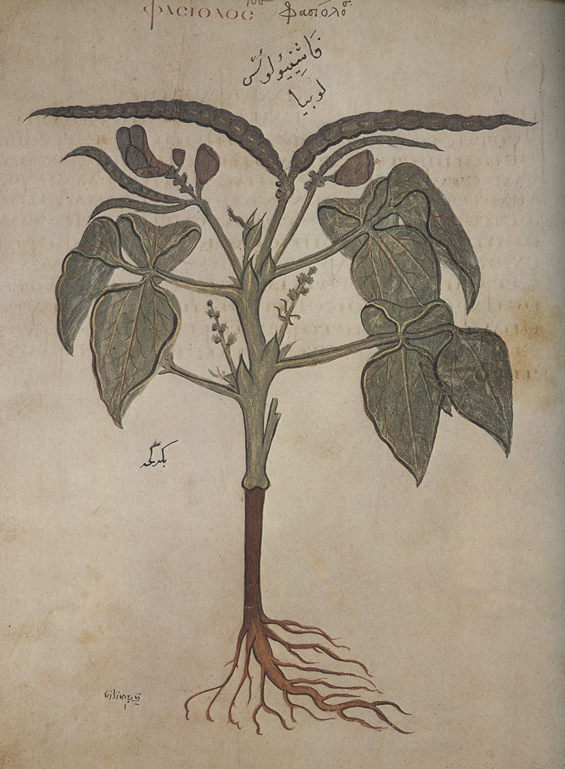
Коровий горох (Венский Диоскорид, Византия, VI век)

Сено хорошо поедается всеми видами скота. На пастбище хорошо поедается крупным рогатым скотом, свиньями, овцами, хуже лошадьми. Зерно в смеси с зерном злаков используется в корм свиньям и птицам. У скота не привыкшего к вигне может развиваться тимпания рубца, но в меньших размерах, чем при поедании люцерны (Medicago).
Вигна широко культивируется как кормовая культура в странах Западной и Центральной Африки (крупнейший производитель — Нигерия), в тропических областях Америки (особенно в Бразилии), на юге и востоке Азии, в России — на Северном Кавказе.
Жители юга США употребляют коровий горох в пищу. Из вигны и риса они традиционно готовят новогоднее блюдо под названием «Скачущий Джон».
| Крупнейшие производители коровьего гороха (2017) | Крупнейшие производители коровьего гороха (2017) | Крупнейшие производители коровьего гороха (2017) |
| Страна                                           | Производство (тонн)                              |                                                  |
| ------------------------------------------------ | ------------------------------------------------ | ------------------------------------------------ |
| Нигерия                                          | 3 409 992                                        |                                                  |
| Нигер                                            | 1 959 082                                        |                                                  |
| Буркина-Фасо                                     | 603 966                                          |                                                  |
| Танзания                                         | 200 940                                          |                                                  |
| Камерун                                          | 198 201                                          |                                                  |
| Мьянма                                           | 178 582                                          |                                                  |
| Кения                                            | 146 342                                          |                                                  |
| Мали                                             | 145 018                                          |                                                  |
| Судан                                            | 129 856                                          |                                                  |
| Мозамбик                                         | 87 723                                           |                                                  |
| Весь мир                                         | 7 407 924                                        |                                                  |

## Таксономия
Известно около полутора десятков подвидов, распространённых в различных частях света.
Некоторые из них:
- Vigna unguiculata subsp. dekindtiana (Harms) Verdc., произрастает в диком виде на западе Африки.
- Vigna unguiculata subsp. cylindrica (L.) Verdc. (en:Catjang) возделывается в Эфиопии и других тропических странах.
- Vigna unguiculata subsp. sesquipedalis (L.) Verdc. (en:Yardlong beans) возделывается как заменитель зелёностручковой фасоли, обладает самыми длинными плодами в природе — до 1 метра[6].
- Vigna unguiculata subsp. unguiculata (en:Black-eyed pea) — популярный ингредиент новогодних блюд на юге США (согласно местным поверьям, приносит удачу).

|  |  |  |  |